# Ōshū Kaidō
Le Ōshū Kaidō (奥州街道) était une des cinq routes de la période Edo, construite pour relier Edo (Tokyo moderne) avec la province de Mutsu et la ville de Shirakawa (nom contemporain), préfecture de Fukushima. Elle a été établie par Tokugawa Ieyasu pour les dignitaires du gouvernement qui voyageaient dans la région.

## Routes secondaires
En plus du trajet habituel pour se rendre de Edo dans la province de Mutsu, il y avait aussi beaucoup de routes qui provenaient du Ōshū Kaidō. Une de ces routes secondaires était le Sendaidō (仙台道), qui reliait la province de Mutsu à Sendai. Le terminus du Sendaidō se trouve à Aoba-ku dans le moderne Sendai. De là, le Matsumaedō (松前道) reliait Sendai à Hakodate, Hokkaidō. Bien que le Ōshū Kaidō n'ait que 27 stations, il y avait plus de 100 stations recensées en comptant les routes secondaires.

## Voyage
Au début de la période Edo, les voyages le long de cette route étaient essentiellement le fait de magistrats se rendant à Edo pour participer au sankin kōtai. Après le développement de Hakodate, les voyages s'intensifièrent à la suite du développement du commerce avec la Russie.
De nos jours, le tracé du Ōshū Kaidō est suivi par la Route Nationale 4 qui longe l'autoroute du Tōhoku et l'autoroute Hachinohe.

## Stations du Ōshū Kaidō
Les 27 stations du Ōshū Kaidō sont données dans leur ordre de succession et sont réparties selon les préfectures modernes dans lesquelles elles sont situées. Les dix-sept premières stations sont communes au Nikkō Kaidō. Les noms des municipalités contemporaines sont indiqués entre parenthèses.

### Tokyo

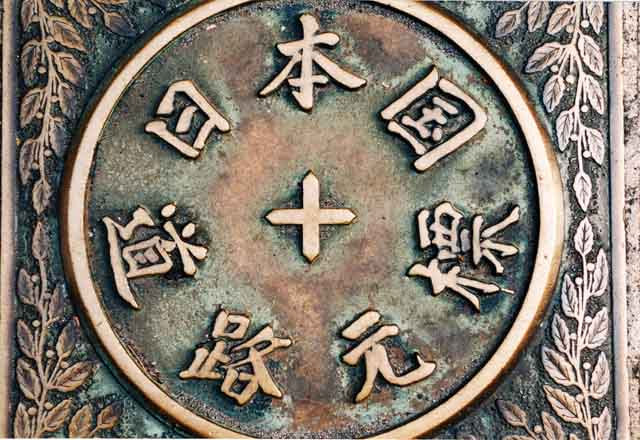
Indicateur de distance à Nihonbashi

Point de départ : Nihonbashi (日本橋) (Chūō-ku)
1. Senju-shuku (千住宿) (Adachi)

### Préfecture de Saitama
2. Sōka-shuku (草加宿) (Sōka)
3. Koshigaya-shuku (越ヶ谷宿) (Koshigaya)
4. Kasukabe-shuku (粕壁宿) (Kasukabe)
5. Sugito-shuku (杉戸宿) (Sugito, district de Kitakatsushika)
6. Satte-shuku (幸手宿) (Satte)
7. Kurihashi-shuku (栗橋宿) (Kuki)

### Préfecture d'Ibaraki
8. Nakada-shuku (中田宿) (Koga)
9. Koga-shuku (古河宿) (Koga)

### Préfecture de Tochigi
10. Nogi-shuku (野木宿) (Nogi, district de Shimotsuga)
11. Mamada-shuku (間々田宿) (Oyama)
12. Oyama-shuku (小山宿) (Oyama)
13. Shinden-shuku (新田宿) (Oyama)
14. Koganei-shuku (小金井宿) (Shimotsuke)
15. Ishibashi-shuku (石橋宿) (Shimotsuke)
16. Suzumenomiya-shuku (雀宮宿) (Utsunomiya)
17. Utsunomiya-shuku (宇都宮宿) (Utsunomiya)
18. Shirosawa-shuku (白澤宿) (Utsunomiya)
19. Ujiie-shuku (氏家宿) (Sakura)
20. Kitsuregawa-shuku (喜連川宿) (Sakura)
21. Sakuyama-shuku (佐久山宿) (Ōtawara)
- Yagisawa-shuku (八木沢宿) (Ōtawara) (ai no shuku)

22. Ōtawara-shuku (大田原宿) (Ōtawara)
23. Nabekake-shuku (鍋掛宿) (Nasushiobara)
24. Koebori-shuku (越堀宿) (Nasushiobara)
- Terago-shuku (寺子宿) (Nasushiobara) (ai no shuku)

25. Ashino-shuku (芦野宿) (Nasu, district de Nasu)
- Tani-shuku (谷宿) (Nasu) (ai no shuku)
- Yorii-shuku (寄居宿) (Nasu) (ai no shuku)

### Préfecture de Fukushima
26. Shirosaka-shuku (白坂宿) (Shirakawa)
27. Shirakawa-shuku (白河宿) (Shirakawa)
Point d'arrivée : Château de Komine (白河城) (Shirakawa)

## Source de la traduction
- (en) Cet article est partiellement ou en totalité issu de l’article de Wikipédia en anglais intitulé « Ōshū Kaidō » (voir la liste des auteurs).